# مصادیق (معناشناسی)
در زبان‌شناسی و منطق، منظور از مصداق‌های (Extension) یک مفهوم (یا ایده) مجموعهٔ تمامی نمونه‌هایی است که بر پایهٔ آن مفهوم ساخته شده‌اند. مصداق‌های مفاهیم در برابر معانی (Intension) آن‌ها مطرح می‌شود که منظور از آن‌ها همان مفاد ذاتی قابل درک است.

## مثال‌ها
۱. پایتخت ایران
مصداق کنونی: تهران
معنی: شهری که مراکز اصلی دولتی و قانون‌گذاری کشور ایران را در خود جای می‌دهد.